# Narcissus tazetta subsp. italicus
Narcissus tazetta subsp. italicus és una subespècie de planta bulbosa de la família de les amaril·lidàcies.

## Descripció
És una planta bulbosa amb les flors amb pètals de color groc crema, la corona groga. Es distribueix per França, Itàlia, i diverses illes del Mediterrani.

## Taxonomia
Narcissus tazetta subsp. italicus va ser descrita per (Ker Gawl.) Baker i publicat a Handbook of the Amaryllideae 8, l'any 1888.
Etimologia
Narcissus nom genèric que fa referència del jove narcisista de la mitologia grega Νάρκισσος (Narkissos) fill del déu riu Cefís i de la nimfa Liríope; que es distingia per la seva bellesa.
El nom deriva de la paraula grega: ναρκὰο, narkào (= narcòtic) i es refereix a l'olor penetrant i embriagant de les flors d'algunes espècies (alguns sostenen que la paraula deriva de la paraula persa نرگس i que es pronuncia Nargis, que indica que aquesta planta és embriagadora).
italicus: epítet geogràfic que al·ludeix a la seva localització a Itàlia.
Sinonímia
- Relació de sinònims de Narcissus tazetta subsp. tazetta[3]